# Gaston Vandenpanhuyse
Gaston Vandenpanhuyse (Bruselas, 1913-1981) fue un escritor belga de novelas de espionaje y ciencia ficción que compartió con Jean Libert los seudónimos de Paul Kenny y Jean-Gaston Vandel con los que publicaron en Fleuve Noir. Dentro de su trabajo literario destacan varias novelas detectivestas cuyo personaje central es Coplan FX-18.

## Obras
| - Agonie des civilisés (1953). - Alerte aux robots ! (1952). - Les Astres morts (1952). - Attentat cosmique (1953). - Bureau de l'invisible (1955). - Les Chevaliers de l'espace (1952). - Départ pour l'avenir (1955). - La Foudre anti-D (1956). - Frontière du vide (1953). - Fuite dans l'inconnu (1954). | - Incroyable futur (1953). - Naufragés des galaxies (1954). - Pirate de la Science (1953). - Raid sur Delta (1955). - Le Satellite artificiel (1952). - Le Soleil sous la mer (1953). - Territoire robot (1954). - Les Titans de l'énergie (1955). - Le Troisième bocal (1956). - Les Voix de l'Univers (1956). |